# Equisetum scirpoides
Equisetum scirpoides — багаторічна трав'яниста рослина родини хвощові (Equisetaceae).

## Опис
Багаторічна рослина з розгалуженою, горизонтальною системою кореневищ. Досягає максимальної висоти близько 30 см. Утворює маленькі чи великі, пухкі килимки. Верхні 1–2 см кореневища чорні, матові й поперечно бородавчасті або зморшкуваті. Стебла зелені, суглобові, мономорфні, зберігаються більш як рік. Листки зведені до чорної оболонки навколо стебла, зелені при основі, чорні дистально, еліптичного вигляду 1–2.5 × 0.75–1.5 мм з білими, в'ялими зубцями. Спори зелені, сферичні. 2n =216.

## Відтворення
Статеве розмноження спорами; помірно ефективне місцеве вегетативне розмноження кореневищами. Спори ефективно поширюються під дією вітру. Розсіювання фрагментів кореневища донизу за течією можливе.

## Поширення
Північна Америка (Гренландія, Сен-П'єр і Мікелон, Канада, пн. США); Азія (Китай — Внутрішня Монголія, Синьцзян, Японія, Монголія, Росія — європейська частина, Далекий Схід, Сибір); Північна Європа (Естонія, Фінляндія, Ісландія, Латвія, Литва, Норвегія [вкл. Шпіцберген], Швеція). 
Населяє вологі ліси, торфовища, тундру, помірно сухі пустища і луки. Субстрат, як правило, пісок або гравій. Як видається, значною мірою байдужий до реакції ґрунту (рН), але, як видається, відсутній у районах з найбільш кислими субстратами. Висота зростання від рівня моря до 2600 м у Китаї. 
Цей вид є досить популярною декоративною рослиною в садових ставках і декоративних садах.

## Галерея

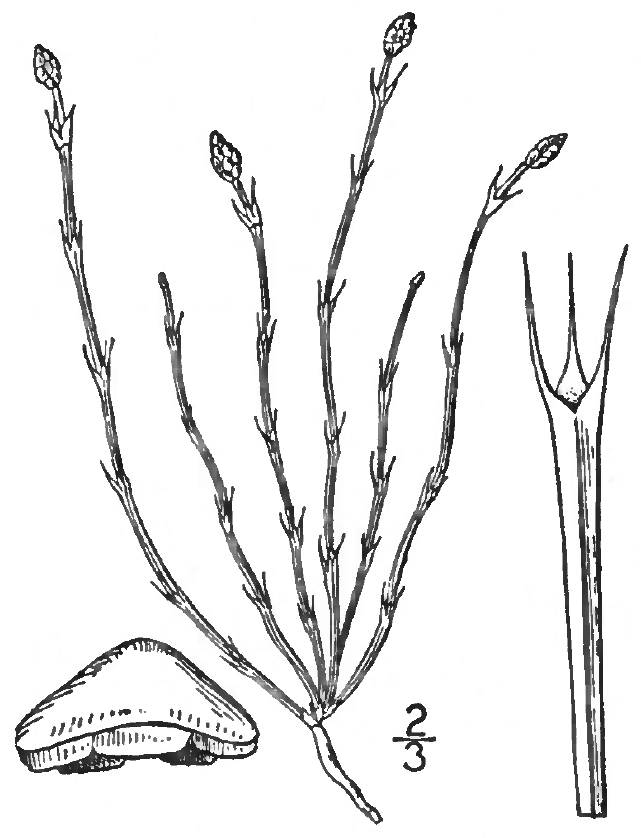